# Lisa Blount
Lisa S. Blount (Fayetteville, 1 juli 1957 – Little Rock, 23 oktober 2010) was een Amerikaanse film- en televisieactrice en -producente.

## Biografie
Blount groeide op in Jacksonville, Arkansas. Ze maakte haar acteerdebuut als twaalfjarig kindsterretje in de film Sam's Song uit 1969. Na in 1975 te zijn afgestudeerd aan de Jacksonville High School, speelde ze meerdere kleine rollen in televisieseries.
Blount verkreeg bekendheid als actrice door haar rol op 24-jarige leeftijd van Lynette Pomeroy in de film An Officer and a Gentleman. Deze acteerprestatie leverde haar een Golden Globe-nominatie op. Een andere noemenswaardige rol van haar was die van Jim Profits stiefmoeder Bobbi Stakowski in de kortlopende televisieserie Profit. Verder was ze te zien in Prince of Darkness als de liefdesinteresse van Jameson Parker. Ze speelde tevens mee in het tweede seizoen van Moonlighting.
Blount was aanvankelijk getrouwd met Christopher Tufty. Nadat dit huwelijk stukliep, trouwde ze in 1998 met Ray McKinnon. Samen wonnen ze de Academy Award voor beste korte live-actionfilm voor hun rollen in The Accountant.
Naast actrice ging Blount zich ook bezighouden met het werk van producer voor Ginny Mule Pictures. Ze produceerde onder andere de film Chrystal.
Blount stierf op 53-jarige leeftijd. Ze werd door haar moeder dood gevonden in haar huis in Little Rock op 25 oktober 2010. Volgens de lijkschouwer was ze mogelijk al twee dagen dood toen ze gevonden werd. Een misdrijf is uitgesloten. Volgens haar moeder leed Blount aan idiopathische trombocytopenische purpura.
Blount ligt begraven op het Cedar Grove Cemetery in Floral, Arkansas.

## Filmografie
- 1969: Sam's Song
- 1981: Dead & Buried
- 1982: An Officer and a Gentleman
- 1984: The Secret Of The Phantom Caverns
- 1985: Cut an Run (Inferno in diretta)
- 1985: Cease Fire
- 1986: Annihilator
- 1986: Radioactive Dreams
- 1987: Prince of Darkenss
- 1987: Nightflyer
- 1988: South of Reno
- 1989: Blind Fury
- 1989: Out Cold
- 1989: Great Balls of Fire!
- 1992: An American Story
- 1993: Needful Things
- 1994: Murder Between Friends
- 1994: Welcome to Fear
- 1996: Box of Moonlight
- 1996–1997: Profit
- 1999: Going South
- 2002: A.K.A. Birdseye
- 2004: Chrystal
- 2006: Randy and the Mob